# Geldrop

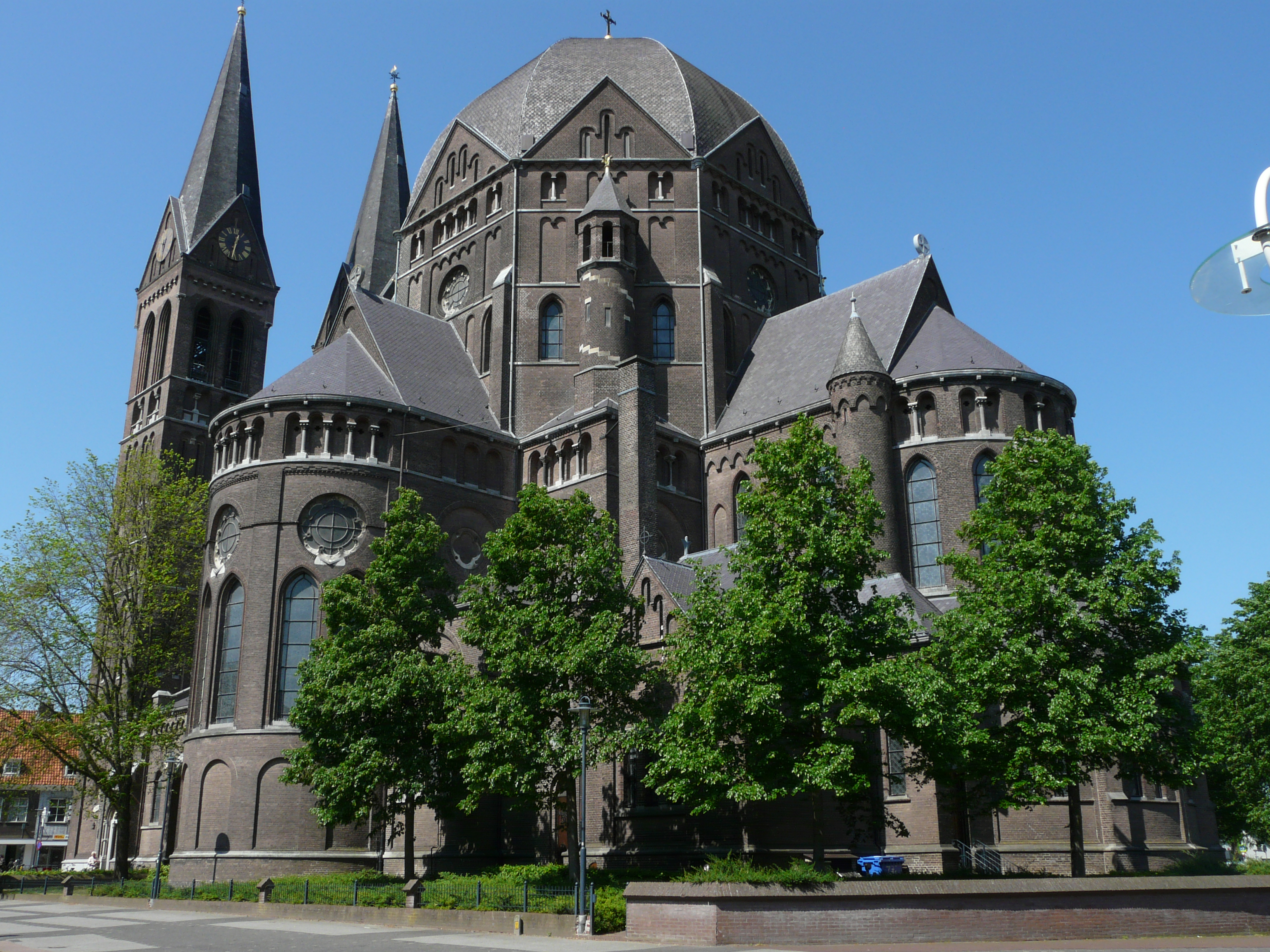
Iglesia de Sint Brigidakerk

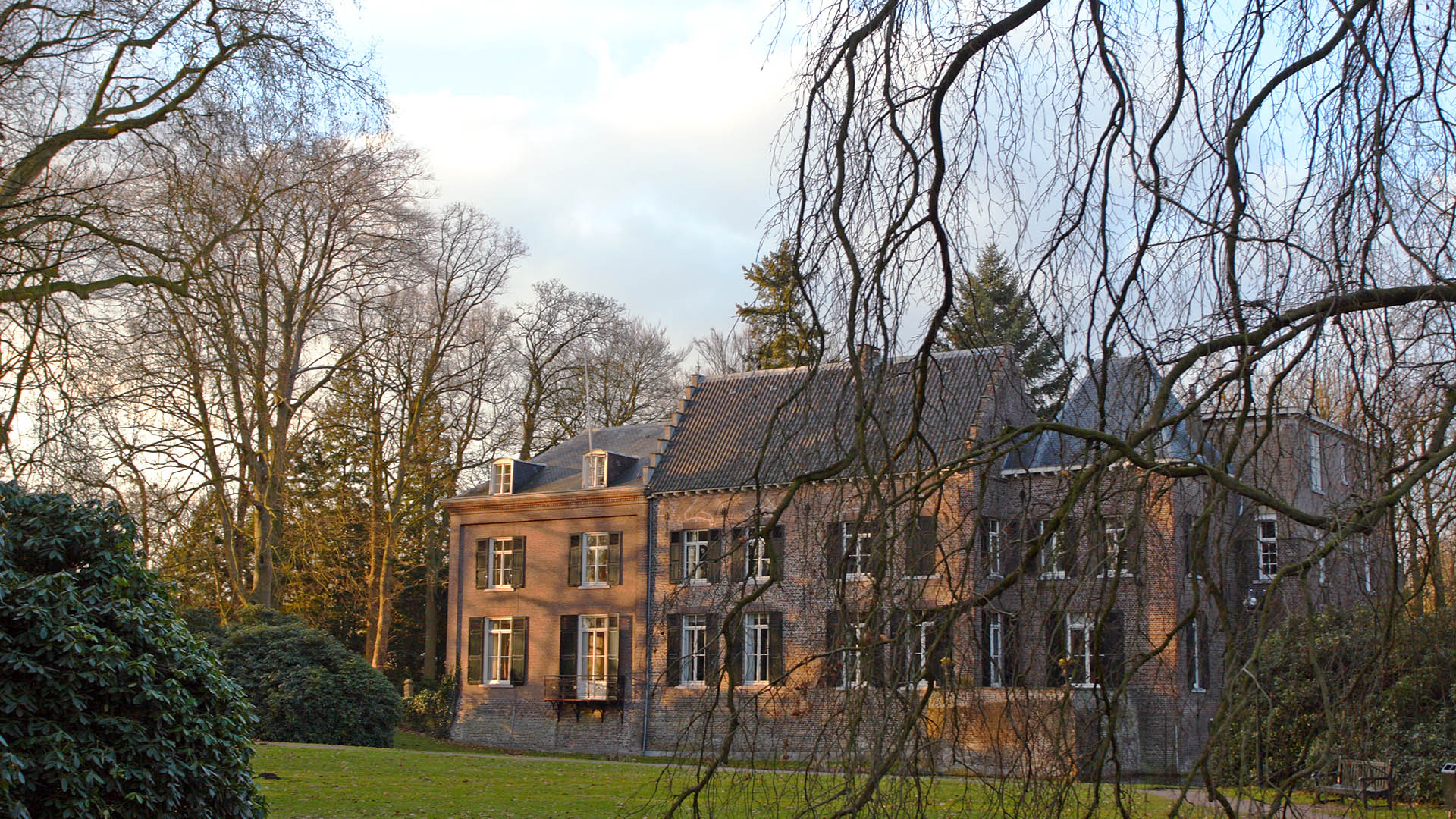
Castle Forth

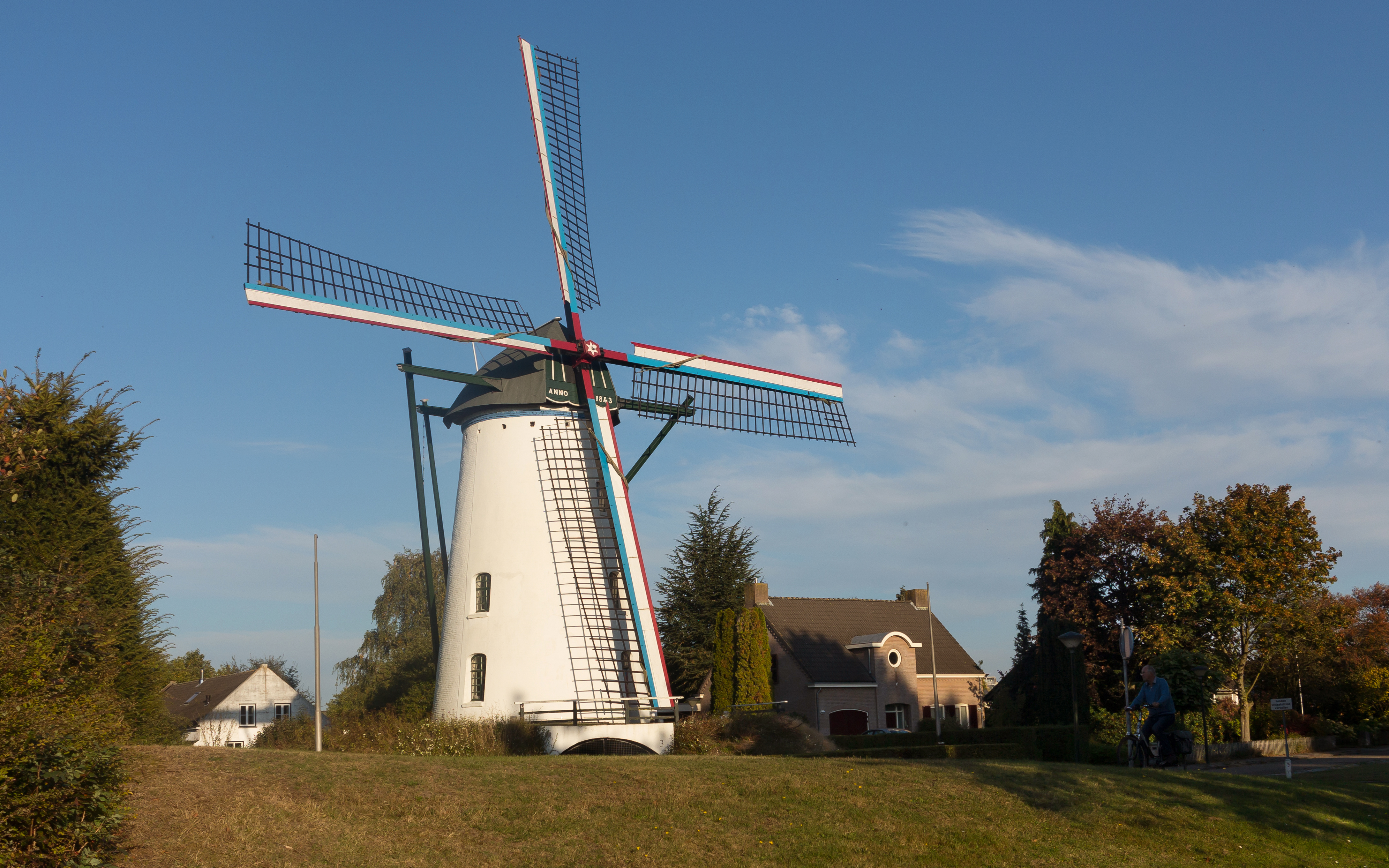
Molino de viento: Korenmolen 't Nupke

Geldrop es una ciudad en la provincia holandesa de Brabante Septentrional, Países Bajos. Se encuentra ubicada en el municipio de Geldrop-Mierlo.
Geldrop fue un municipio independiente hasta 2004, cuando se fusionó con Mierlo, principalmente para mantenerse fuera de la municipalidad de Eindhoven.
El lenguaje hablado es una variante del brabantiano oriental, llamado "geldrops", muy similar al holandés coloquial.

## Transporte
- Carretera: Geldrop está vinculado con Eindhoven hacia el este por la autopista A67.
- Ferrocarril: Estación de tren de Geldrop.

## Arqueología en Geldrop
Geldrop es un sitio fértil en hallazgos arqueológicos, tanto prehistóricos como históricos.
No se conoce con precisión cuando comenzó a ser ocupado el sitio, pero las excavaciones testimonian la presencia de asentamientos prehistóricos. Uno de ellos corresponde a las viviendas temporales, en forma de tiendas, de los cazadores de renos de la cultura Ahrensburg hace más de diez milenios. Entre los hallazgos de este período se incluye un cuerno de reno grabado con la figura de una danzarina, que ha merecido el apodo de "La Venus de Mierlo".
Al sur del distrito de Zesgehuchten (también en la zona de Geldrop) existen restos de habitaciones neolíticas cercanas al 3000 a. C.
En los distritos de Genoenhuis y Hoog Geldrop se encontraron restos de época romana y de la Alta Edad Media, entre ellos cuatro asentamientos de la época bajo imperial y del Medioevo (entre 350 y 1225) descubiertos durante el otoño de 1989 en el cementerio de 't Zand.